# Чимченейкуйым
Чимченейкуйым  — мелководная лагуна на Чукотке. Является частью Анадырского залива Берингова моря. Административно относится к Анадырскому району Чукотского автономного округа.
Название в переводе с чукотского Чымчеӈэйӄуйым — «залив у ближней горы».
Длина — 23,6 км, максимальная ширина 10,6 км. На юге сливается с лагуной Кэйнгыпыльгин. В лагуну впадает река Чимченейвеем.
В водах лагуны нерестится нерка.